# Antonia Fernández Valencia
Antonia Fernández Valencia (Tarancón, 1951) es una historiadora española.

## Biografía
Nació en Tarancón en 1951. En 1974 obtuvo su Licenciatura en Historia Moderna y Contemporánea en la Universidad Complutense de Madrid. En 1976 ingresó como profesora en la Cátedra de Historia y Geografía de la Escuela Normal “María Díaz Jiménez“ (UCM). En 1981 obtuvo plaza de Agregada en Geografía e Historia. Hasta 2017 fue profesora en la Escuela Normal y en la Facultad de Educación-Centro de Formación del Profesorado de la UCM, permaneciendo como colaboradora honorífica de la misma entre 2018 y 2024.
En 1996 impulsó la formación del Seminario Interdisciplinar Género y Educación (SIGE) en la Facultad de Educación de la UCM. Ha formado parte de las Juntas Directivas de la Asociación Universitaria de Profesorado de Didáctica de las Ciencias Sociales (1998-2000) y de la AEIHM (Asociación Española de Investigación de Historia de las Mujeres) (2004-2008). Estuvo también asociada al Instituto de Investigaciones Feministas de la UCM.
Miembro del Grupo de Investigación Fuentes literarias para la Historia de las mujeres, integró, además, proyectos de investigación I+D y proyectos de innovación que obtuvieron resultados reseñables en Didáctica de la Historia –estudiando la incorporación docente desde una perspectiva de género–, en Museística –poniendo de relieve la importancia de las fuentes pictóricas para atender al protagonismo social de las mujeres– y en muy diversos aspectos de la Historia de las Mujeres y del Género en la Edad Moderna y Contemporánea.
Durante su carrera docente e investigadora, impartió cursos y conferencias en universidades españolas y extranjeras, así como en museos y centros culturales, e integró los Consejos asesores de varias revistas especializadas. Su labor ha dejado una huella significativa también por su participación en textos didácticos para ESO y Bachillerato.

## Obra
Su publicación más destacada, en colaboración con Marián López Fdez Cao, son los cuatro volúmenes publicados en 2020: Guía educativas del proyecto “Madrid Ciudad de las mujeres”. Vol I-IV: Las mujeres en la educación y la cultura. De la prohibición a la excelencia, Madrid: Madrid Destino Cultura, Turismo Negocio, S.A.

## Premios y reconocimientos
- 2017 Premio Igualdad concedido por el Consejo de Igualdad de Tarancón (Cuenca).[6]
- 2023 Miembro de la Sección de Historia de la Academia de Ciencias Sociales y Humanidades de Castilla-La Mancha.[4]
- 2024 Elegida numeraria de la RACAL (Real Academia conquense de Artes y Letras) en febrero de 2024, ingresó en dicha institución con la letra «N» el 25 de febrero de 2025.[7][1]